# Рахим Стерлинг
Рахим Шакил Стерлинг (енгл. Raheem Shaquille Sterling; 8. децембар 1994) професионални је енглески фудбалер који игра на позиција крила за премијерлигашки клуб Арсенал као позајмљени играч Челсија, такође је и енглески репрезентативац. Започео је каријеру у Квинс Парк Ренџерсу пре потписивања за Ливерпул 2010. Био је репрезентативац Енглеске у категоријама испод 16, испод 17 и испод 21 године пре него што је заиграо за сениорску селекцију 2012. године.

## Клупска каријера

### Ливерпул
Стерлинг је потписао за Ливерпул са академије Квинс Парк Ренџерса у фебруару 2010. Довео га је Рафа Бенитез за цену од £600, 000, која може порасти до 5 милиона у зависности од броја утакмица које одигра за прву екипу. Дебитовао је за прву екипу у пријатељском мечу против Борусије Менхенгладбах 1. августа 2010. 
Дана 24. марта 2012. Стерлинг је дебитовао у такмичарској утакмици као резерва против Вигана 17 година и 107 дана, постао је најмлађи дебитант икада у клубу.

#### Сезона 2012/13.
Европски дебитантски меч је имао против Гомела у квалификацијама за Лигу Европе, ушао је као замјена умјесто Џо Кола, следеће седмице је постигао први такмичарски гол против Бајер Леверкузена
Први меч који је почео против Хартса 23. августа 2012. Први премијер лигашки наступ имао је против Манчестер ситија. Први гол постигао је против Рединга 20. октобра 2012. Следећи гол за Ливерпул је постигао 2. јануара 2013, против Сандерленда

#### Сезона 2013/14.
У 2013/14 сезони је постао скоро па сталан првотимац. Први гол је постигао против Нотс каунтија 27. августа 2013. Први премијер лигашки гол је постигао против Норича 4. децембра 2013, такође је у децембру постигао још по један гол против Тотенхема (5—0) и Кардифа (3—1). 13. априла је постигао гол против Манчестер ситија (3—2), седмицу касније је постигао два гола и асистенцију против Норича.
Дана 18. априла 2014, је проглашен најбољим младим играчем Премијер Лиге.

## Репрезентативна каријера
Стерлинг поседује и јамајчанско држављанство, али је одлучио да игра за Енглеску. Први пут је позван у репрезентацију Енглеске 2011. за категорију до 17 година. За сениорску репрезентацију дебитовао је 14. новембра 2012. на пријатељском мечу против Шведске. Позван је за сениорску репрезентацију за предстојаће Светско првенство у Бразилу.

## Приватни живот
Стерлинг је одрастао у Кингстону, Јамајка, одрастао је уз бабу. Са пет година емигрирао је у Лондон са мајком. Има једну ћерку рођену 2012. после кратке везе. 8. августа 2013. Стерлинг је ухапшен због наводног напада на његову девојку манекенку. Стерлинг је иначе био и раније оптуживан за сличне ствари. На крају се испоставило да није крив.

## Трофеји
Манчестер сити
- Премијер лига (4) : 2017/18, 2018/19, 2020/21, 2021/22.
- ФА куп (1) : 2018/19.
- Лига куп Енглеске (4) : 2015/16, 2018/19, 2019/20, 2020/21.
- ФА Комјунити шилд (1) : 2019.